# Лоуэн, Александр
Александр Лоуэн (англ. Alexander Lowen, 23 декабря 1910, Нью-Йорк, Нью-Йорк — 28 октября 2008, Нью-Кейнан) — американский психотерапевт. В 1940-е — начале 1950-х гг. — ученик Вильгельма Райха. Создатель метода «Биоэнергетический анализ» и один из основателей Международного института биоэнергетического анализа. Исследователь проблем сексуальности. Автор ряда книг по телесно-ориентированной психотерапии.
В своем методе Лоуэн совмещает работу с телом и психоаналитический процесс.

## Биография
Александр Лоуэн родился 23 декабря 1910 в Нью-Йорке, в семье еврейских эмигрантов из России. Получил юридическое образование — степень бакалавра по науке и бизнесу в Городском университете Нью-Йорка. Обучался у Вильгельма Райха по классу характероанализа. В 1951 получил степень доктора медицины, пройдя обучение в медицинской школе Женевского университета.

## Цитаты
«Следующий шаг в развитии ТОП связан с именем А. Лоуэна — ученика и ассистента В. Райха. А Лоуэн — создатель нового метода, Биоэнергетики (40-50-е гг.). Биоэнергетические концепции Влечений, Заземления и Я-концепция базируются на данных психологической науки, представлениях древнекитайской метафизики и фундаментальных законах физики и биологии. Лоуэн разрабатывает свою теорию структуры характера, основываясь на различии в циркуляции энергетических потоков организма и заблокированности тех или иных зон у разных людей. В работе с человеком он сочетает вербальный психоанализ и работу с телом».
— Соловьева Ю. М. Телесно-ориентированное направление в психотерапии

«Its theory posits "bioenergy" ("life energy"), and its postulate is that all bodily cells record emotional or "energetic" reactions. Proponents hold that such cellular "memories" are adaptable to healing and consciousness-raising, and that patients can release them by crying, screaming, and kicking. Practitioners may be called "bioenergeticists"».
— Raso J. Unnaturalistic Methods: B // Dictionary of Metaphysical Healthcare

### Список произведений
- Physical Dynamics of Character Structure: Bodily Form and Movement in Analytic Therapy. — New York: Grune & Stratton, 1958. — 358 p.
  - Физическая динамика структуры характера / Пер. с англ. Е. В. Поле; под ред. А. М. Боковикова. — М.: Издательская фирма «Компания Пани», 1996. — 320 с., ил. — ISBN 978-5-7312-0303-6
- Love and Orgasm. — 1965.
  - Любовь и оргазм. — М.: Институт Общегуманитарных Исследований, 1997. — 408 с. — ISBN 978-5-7312-0342-5
- The Betrayal of the Body. — 1967.
  - Предательство тела. — М.: Институт Общегуманитарных Исследований, 1998. — 336 с. — ISBN 978-5-88230-230-5
- Pleasure: A Creative Approach to Life. — New York, 1970.
  - Удовольствие: творческий подход к жизни / Пер. с англ. Г. Пимочкиной, С. Римского — М.: Психотерапия, 2011. — 2-е изд. — 304 с.
- The Language of the Body. — New York: Macmillan, 1971. — 352 p.
  - Язык тела / Пер. Н. Б. Буравовой. — СПб.: Академический проект, 1997. — 383 с. — 5,000 экз. — ISBN 5-7331-0110-5.
- Depression and the Body. — New York, 1973.
  - Депрессия и тело / Пер. с англ. Г. Пимочкиной, С. Римского; под ред. С. Римского. — М.: Психотерапия, 2010. — 312 с.
- Bioenergetics psychotherapy (англ.). — Coward, McCann & Geoghegan, 1975.
  - Терапия, которая работает с телом. — СПб.: Речь, 2000. — 272 с. — (Практическая психотерапия). — ISBN 5-9268-0001-3.
- With L. Lowen. The Way to Vibrant Health: A Manual of Bioenergetic Exercises. — New York, 1977.
  - Сборник биоэнергетических опытов / Пер. с англ. Е. В. Поле. — М.: АСТ, 2003. — 192 с. — (Классика мировой психологии). — 5,000 экз. — ISBN 5-17-015651-0.
- Fear of Life. — New York, 1981.
- Narcissism: Denial of the True Self. — New York, 1985.
- Bioenergetic Analysis. — New York, 1986.
  - Биоэнергетический анализ: Теория и практика. — Корвет, 2016. — 350 с. — ISBN 978-5-7312-0337-1.
- Love, Sex and Your Heart. — New York, 1988.
  - Секс, любовь и сердце. — М.: Институт Общегуманитарных Исследований, 2000. — 224 с. — ISBN 978-5-88230-279-4
- Spirituality of the Body: Bioenergetics for the Grace and Harmony. — 1990.
  - Психология тела: биоэнергетический анализ тела / Пер. с англ. С. Коледа. — М.: Институт Общегуманитарных Исследований, 2000. — 208 с. — (Телесно-ориентированная психотерапия. Вып. 1). — 7,500 экз. — ISBN 5-88230-083-5.
- Joy: The Surrender to the Body and to Life. — 1995.
  - Радость: Как наполнить тело энергией, а жизнь счастьем / Пер. Е. Г. Гендель. — Попурри, 2020. — 496 с. — ISBN 978-985-15-4648-6.
- Honoring the Body: The Autobiography of Alexander Lowen, M. D. — 2004.
- The Voice of the Body. — 2005.